# .bitnet
.bitnet è uno pseudo dominio di primo livello generico, con scopi infrastrutturali.
È stato introdotto nel 1985 ed attualmente non esiste il registro.
Era stato creato temporaneamente per la transizione dalla rete BITNET al sistema DNS.
Era usato per comunicare con un computer non connesso ad Internet, ma raggiungibile attraverso la rete BITNET.